# باول ليم
باول ليم (بالإنجليزية: Paul Lim)‏ هو لاعب دارت سنغافوري، ولد في 25 يناير 1954 في سنغافورة.

## وصلات خارجية
- باول ليم على موقع DartsDatabase.co.uk (الإنجليزية)